# Sound and Vision
"Sound and Vision" é uma canção do músico britânico David Bowie, lançada como single do álbum Low, de 1977. A canção é notável por justapor uma combinação edificante de guitarra e de faixa instrumental sintetizada com a letra arredia de Bowie. Mantendo a abordagem minimalista de Low, Bowie e o coprodutor Tony Visconti originalmente gravaram a faixa como uma obra instrumental, exceto pelo backing vocal (cantado pela mulher de Visconti, Mary Hopkin). Então, Bowie gravou seu vocal após o resto da banda sair de estúdio, antes de revisar a letra, e criando uma introdução relativamente longa na faixa finalizada.
Escolhida como primeiro single do álbum, "Sound and Vision" era, na época, usada pela BBC em trailers. Isso gerou exposição considerável, suficiente para Bowie optar por não fazer nada para se autopromover, e o single alcançou o número 3 no Reino Unido. A canção também entrou para o top 10 alemão, austríaco e holandês. Apesar disso, no Canadá o single só chegou a 87 e, nos Estados Unidos, a 69, representando o fim da curta "lua-de-mel comercial" de Bowie até "Let's Dance", de 1983.
A primeira performance ao vivo da canção foi no Earls Court, em 1 de julho de 1978. Em 1990, a canção foi regularmente tocada na turnê Sound + Vision, em que Bowie tocava seus maiores sucessos. O nome também foi usado para uma antologia em box set da Rykodisc de 1989.

## Lista de faixas
Single original
1. "Sound and Vision" (Bowie)  – 3:00
2. "A New Career in a New Town" (Bowie) – 2:50

David Bowie vs 808 State (1991)
1. "Sound + Vision (808 Gift mix)" - 3:58
2. "Sound + Vision (808 'lectric Azul remix instrumental)" - 4:08
3. "Sound + Vision (David Richards remix 1991)" - 4:40
4. "Sound + Vision (Original version)" - 3:03

David Bowie vs 808 State — Sound And Vision Remix EP (2010)
1. "Sound + Vision (808 Presente mix)" - 3:58
2. "Sound + Vision (808 'lectric Azul remix instrumental)" - 4:08
3. "Sound + Vision (David Richards remix 1991)" - 4:40
4. "Sound + Vision (versão Original)" - 3:03

- Esta edição de 2010 foi somente disponível por download

David Bowie — Sound And Vision (2013)
1. "Sound + Vision 2013" - 1:50
2. "Sound + Vision (Remastered)" - 3:04

- Somente disponível por download

## Créditos
- Produtores:
  - David Bowie e Tony Visconti
- Músicos:
  - David Bowie: vocal, saxofone, chamberlin
  - Ricky Gardiner: guitarra principal
  - Carlos Alomar: guitarra rítmica
  - George Murray: baixo
  - Dennis Davis: bateria
  - Brian Eno: sintetizadores, backing vocals
  - Mary Visconti: backing vocal
  - Roy Young: piano